# Glenea paradiana
Glenea paradiana é uma espécie de escaravelho da família Cerambycidae. Foi descrita por Lin e Montreuil em 2009.  É conhecida a sua existência em Vietname e Laos.